# Yoann Fréget

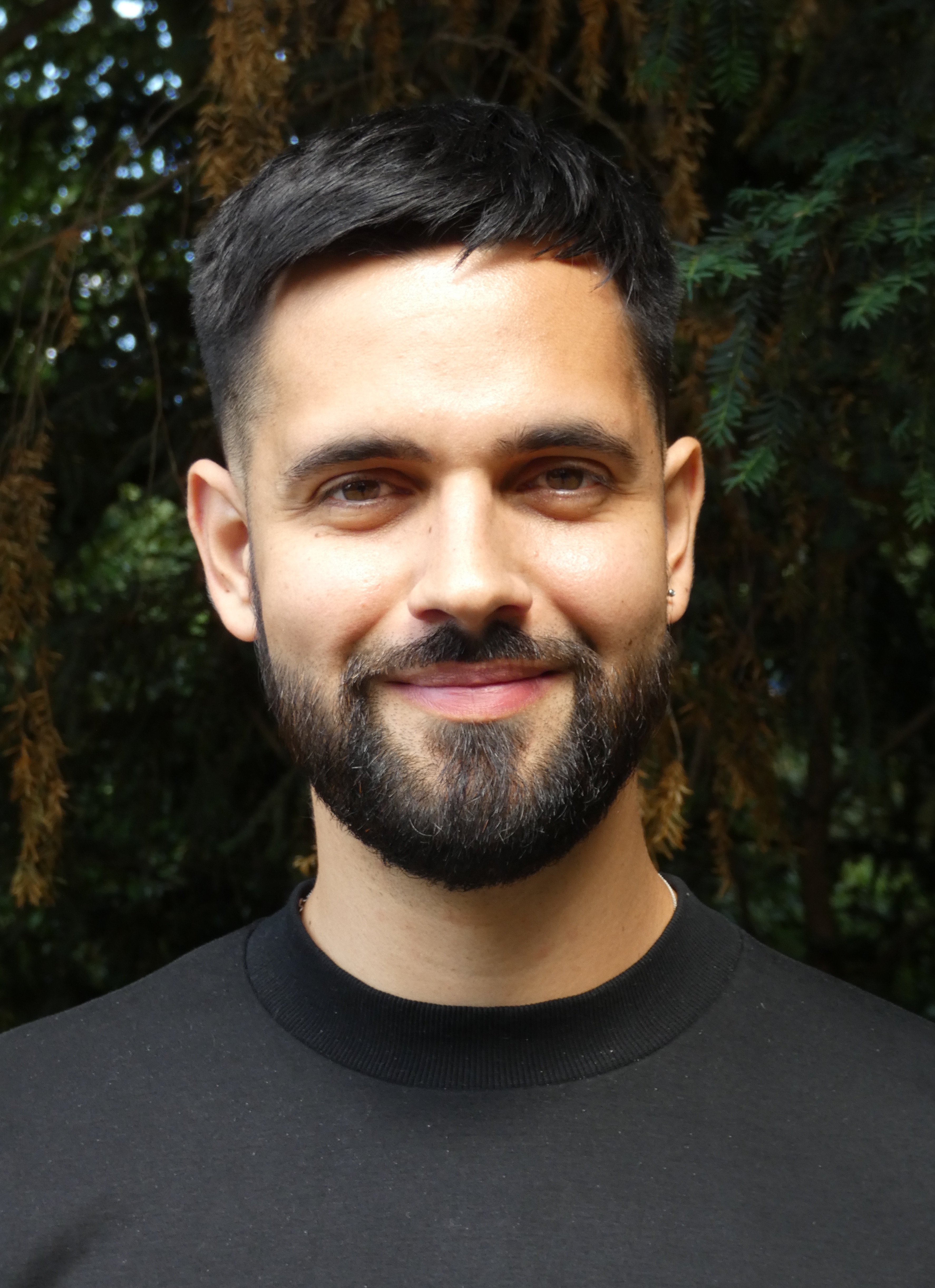
Yoann Fréget (2020)

Yoann Fréget (* 18. August 1989 in Seine Saint-Denis) ist ein französischer Popsänger.

## Leben
Frégets Mutter ist Fotografin, sein Vater Pianist. Als er 15 Jahre alt war, zog die Familie mit ihm nach Montpellier. Nach dem Besuch eines Gospelkonzerts begann er selbst, sich in dieser Musikrichtung zu engagieren, gehörte verschiedenen Gospelgruppen an und nahm an internationalen Konzerten teil. An der Universität Montpellier erlangte Fréget, der selbst unter Stottern leidet, einen Abschluss in Musiktherapie. 2013 gewann er die zweite Staffel der Castingshow The Voice: la plus belle voix, die im Programm von TF1 ausgestrahlt wurde. Sein Debütalbum, das bei Universal Music erschien, erreichte Platz 21 der französischen Charts.

## Diskografie
Alben
- Quelques heures avec moi (2013)

Lieder
- Free (2013)
- Calling You (2013)
- Ça vient de là-haut (2013)
- Sauras-tu m'aimer? (2014)